# Михалув (гмина)
Михалув (пол. Michałów) — сельская гмина (волость) в Польше, входит как административная единица в Пиньчувский повет, Свентокшиское воеводство. Население — 4925 человек (на 2004 год).

## Демография
| Перепись                       | Всего   | Всего | Женщины | Женщины | Мужчины | Мужчины |
| ------------------------------ | ------- | ----- | ------- | ------- | ------- | ------- |
| Единицы                        | человек | %     | человек | %       | человек | %       |
| Население                      | 4925    | 100   | 2481    | 50,4    | 2444    | 49,6    |
| Плотность населения (чел./км²) | 43,9    | 43,9  | 22,1    | 22,1    | 21,8    | 21,8    |

## Соседние гмины
1. Гмина Дзялошице
2. Гмина Имельно
3. Гмина Пиньчув
4. Гмина Водзислав